# Sherwood (Oregon)
Pour les articles homonymes, voir Sherwood.
Sherwood est une municipalité américaine située dans le comté de Washington en Oregon.

## Histoire
Des premiers colons s'implantent sur le site de l'actuelle Sherwood en 1853, quelques années après la création du territoire de l'Oregon. En 1868, James C. Smock y achète des terres et fonde une scierie. En 1885, Smock accepte que le chemin de fer traverse son terrain, en l'échange de la création d'une gare. Il trace alors les plans d'une nouvelle ville. Cet arrêt est nommé Smock, Ellensburg (en l'honneur de sa femme Mary Ellen Smock) puis Smockville (une autre localité portant déjà le nom d'Ellensburg). En 1892, les habitants choisissent une nouveau nom pour cette ville entourée de bois, en référence à la forêt de Sherwood. Elle devient une municipalité l'année suivante.
La communauté se développe autour de sa briqueterie, qui aide à la construction de Portland, puis devient une communauté agricole,. Au cours du XXe siècle, Sherwood devient peu à peu une ville-dortoir de Portland. En 1910, la municipalité ne compte que 350 habitants sur une superficie d'un mille carré (2,59 km2). Un siècle plus tard, lors du recensement de 2010, elle compte 18 194 habitants et s'étend sur 4,31 milles carrés (11,16 km2).

## Démographie
La population de Sherwood est estimée à 19 294 habitants au 1er juillet 2016. Celle-ci est plus jeune que l'Oregon et le pays, avec 33,6 % de moins de 18 ans en 2010 contre 22,6 % et 24 %.
Le revenu par habitant était en moyenne de 33 200 dollars par an entre 2012 et 2016, au-dessus de la moyenne de l'Oregon (28 822 dollars) et de la moyenne nationale (29 829 dollars). Sur cette même période, 4,7 % des habitants de Sherwood vivaient sous le seuil de pauvreté (contre 13,3 % dans l'État et 12,7 % à l'échelle des États-Unis).